# CHERRY PRINCESS
CHERRY PRINCESS（チェリープリンセス）は1996年4月から1997年4月まで放送されていたアニラジ番組である。1997年5月から1997年9月（10月1週）にかけて放送された後継番組『チェリーコネクション』についても併せて述べる。パイオニアLDC一社提供。略称および愛称は「チェリプリ」（チェリープリンセス時代）、「チェリコネ」（チェリーコネクション時代）。

## パーソナリティー
- 桜井智
- 長崎萠（チェリープリンセス時代、1997年3月まで）
- 水野愛日（チェリーコネクション時代、「今週もまなびましょ」のコーナーのみ）

## 概要
桜井と長崎のしゃべり、ハガキコーナーを中心にした前半と朝倉薫演劇団総出のラジオドラマ「CHERRY PRINCESS」を後半に放送する。
番組での挨拶は「チェリーっす」、最後の挨拶は「バイチェリー」であった。

## ネット局
- 東海ラジオ放送-毎週土曜22：30－23：00（プロ野球シーズン、『ガッツナイター』延長時は放送時間の繰り下げもあった）
- 京都放送（KBS京都）-毎週土曜24：00－24：30
- エフエム富士-毎週日曜9：30-10：00（1997年3月までは朝の放送で、同年4月以降は『チェリーコネクション』時代も含めて日曜日22:30-23:00）

## コーナー
おはがき紹介
あんたはスター
身の回りのスターの素質がありそうな人を投稿するコーナー
もやもえ
人生相談。
ニュースの時間
情報コーナー
今週もまなびましょ（チェリーコネクション時代）